# Johann Daniel Skoczdopole
Johann Daniel Skoczdopole (Bohèmia, 28 desembre 1811 – Madrid, 12 de març de 1877) fou un compositor i director d'orquestra austríac.
S'establí a Madrid el 1845, donant-se a conèixer aviat com a avantatjat instrumentista, ja que en dominava diversos d'ells. Contractat com a director d'orquestra per al Teatro del Circo en els balls d'espectacle, després passà a dirigir les representacions d'òpera, passà a ocupar aquest càrrec de manera permanent en el Teatro Real, on en trenta anys de labor incessant es distingí pel seu elevat zel artístic i la seva constant obstinació en millorar l'organització tècnica del quadre de professors i el de cantants, anomenant-se l'època d'aquest mestre entre les més brillants registrades en el coliseu reial.
Va compondre molta música de ball, per a piano i cançons.